# Jordana Capra
Jordana Capra (Californië, 13 april 1961), geboren als Jordana Grika, is een Amerikaanse actrice.

## Biografie
Capra is getrouwd. Zij is media-adviseur van de liefdadigheidsinstelling Circle of Hope in Santa Clarita.
Capra begon in 1986 met acteren in de film The Visitants. Hierna heeft ze nog meerdere rollen gespeeld in televisieseries en films, zoals Sonny Spoon (1988-1990), Saved by the Bell: The New Class (2000), ER (2003) en House (2006).

## Filmografie

### Films
Uitgezonderd korte films.
- 2018 Trouble Is My Business – als Evelyn Montemar
- 2016 Road to the Well – als Jill
- 2014 Presumed Dead in Paradise – als lerares
- 2013 Super Athlete – als ms. Finkel
- 2013 Revelation Road 2: The Sea of Glass and Fire – als dr. Cynthia Sloan
- 2012 Atlas Shrugged II: The Strike – als rechter Giesie
- 2012 Crash & Burn – als Lisa
- 2008 Last Meal – als Deidre
- 2005 Checking Out – als klant
- 2005 Promtroversy – als Diane Koss-Whitney
- 2004 I Am Stamos – als casting director
- 1999 Scrapbook – als Sarah Martin
- 1996 Street Corner Justice – als tv-nieuwslezeres
- 1996 Access Denied – als Martha Riley
- 1993 Watch It – als prostituee
- 1991 Vice Academy Part 3 – als mrs. Devonshire
- 1990 Hired to Kill – als Joanna
- 1989 After Midnight – als Vanessa
- 1988 Goddess of Love – als Athena
- 1988 Miracle Mile – als tv-nieuwslezeres
- 1988 Pass the Ammo – als Mary Trenton
- 1986 The Visitants – als Exeter

### Televisieseries
Uitgezonderd eenmalige gastrollen.
- 1997-1998 The Bold and the Beautiful – als dr. Kelly – 14 afl.
- 1995-1996 Night Stand - als dr. Susan Sonspeen – 3 afl.
- 1988-1990 Sonny Spoon – als Monique – 9 afl.

### Computerspelen
- 1997 Zork: Grand Inquisitor – stem